# Maxïmo Park
A Maxïmo Park egy angol indie rock együttes Newcastle-ből.

## A kezdetek (2001–2005)
A zenekar 2001-ben jött létre. A csapat a nevét a Little Havana-i Maxímo Gómez Park-ról kapta. Eleinte a négy alapító tag (Archis Tiku, Lukas Wooler, Tom English és Duncan Lloyd) csak show-műsorokban szerepelt, de akkor még Archis Tiku, a mai basszusgitáros volt az énekes. Később úgy döntöttek, hogy Archis legyen a basszusgitáros, és keresnek helyére egy új énekest. Így került a képbe Paul Smith.

## Certain Trigger (2005–2006)
2005-ben megjelent első albumuk, az A Certain Trigger. A zenekar később együtt koncertezett a Kaiser Chiefs-szel (valószínűleg ez az oka, hogy néhány szám meglehetősen hasonlít a Kaiser Chiefs stílusához). Később 2005 júliusában jelölték a csapatot a Mercury Prize-ra.

## Missing Songs (2006)
2006-ban kiadták a Missing Songs (Hiányzó számok) című albumot, ami a Certain Trigger B-Side-jait tartalmazza.

## Our Earthly Pleasures (2007–2008)
2007-ben megjelent második nagylemezük, címe az Our Earthly Pleasures lett. A lemez nagy siker volt, a brit nagylemezek listáján a második helyet foglalta el.
2008 júniusában megjelent a Girls Who Play Guitars című kislemezük is, illetve a lemezről három további kislemez jött ki, az Our Velocity, a Books From Boxes és a Karaoke Plays. Az Our Velocity szerepelt a Project Gotham Racing 4-ben is.

## Quicken The Heart (2009–2012)
2009. május 11-én megjelent a Maximo Park harmadik stúdióalbuma. Az album megjelent CD és DVD-pack formában is. Az új lemez 12+1 számot tartalmaz, producere Nick Launay volt, aki a közelmúltban producere volt a Yeah Yeah Yeahs-nek is. Elkészült a nagylemez mellett két kislemez is (Kids Are Sick Again, Questing, Not Coasting).

## Diszkográfia

### Stúdióalbumok
- A Certain Trigger (2005)
- Our Earthly Pleasures (2007)
- Quicken the Heart (2009)
- The National Health (2012)

### Válogatásalbum
- Missing Songs (2006)